# Forens
Forens est une ancienne commune française du département de l'Ain. En 1962, la commune fusionne avec Chézery pour former la commune de Chézery-Forens.

## Géographie

### Communes limitrophes
| La Pesse (Jura) | Bellecombe (Jura) | Lélex                    |
| Champfromier    | Forens            | Chézery (Chézery-Forens) |
|                 |                   |                          |

## Toponymie

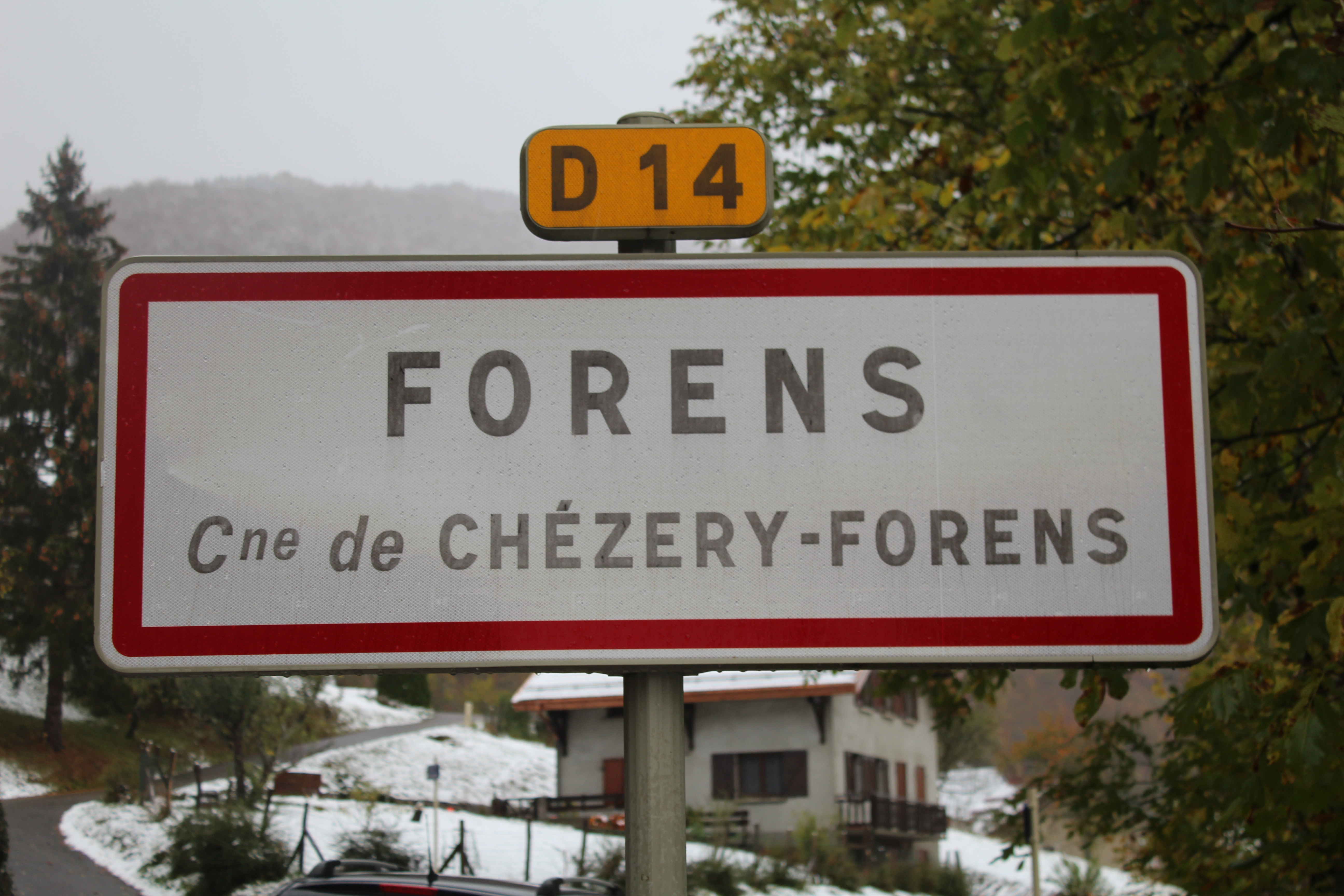
Panneau d'entrée

On trouve différentes références à l'ancienne commune dont la première en 1146 avec Forensi. Forans est évoqué en 1670. Forens serait un nom d'origine burgonde qui dériverait d'un primitif Fôringos signifiant chez les Fôringi qui est un dérivé du nom propre Fôrasignifiant celui qui part en guerre.

## Histoire
En 1800, Forens alors hameau de Chézery devient une commune à part entière.
Le 27 août 1962, la commune est réintégrée à Chézery qui devient Chézery-Forens à l'occasion.

## Population et société

### Démographie
| 1806 | 1821 | 1831 | 1836 | 1841 | 1846 | 1851 | 1856 | 1861 |
| ---- | ---- | ---- | ---- | ---- | ---- | ---- | ---- | ---- |
| 592  | 543  | 601  | 514  | 564  | 519  | 504  | 462  | 454  |

| 1866 | 1872 | 1876 | 1881 | 1886 | 1891 | 1896 | 1901 | 1906 |
| ---- | ---- | ---- | ---- | ---- | ---- | ---- | ---- | ---- |
| 432  | 21   | 412  | 394  | 370  | 350  | 380  | 352  | 306  |

| 1911 | 1921 | 1926 | 1931 | 1936 | 1946 | 1954 | 1962 | - |
| ---- | ---- | ---- | ---- | ---- | ---- | ---- | ---- | - |
| 286  | 226  | 178  | 172  | 185  | 136  | 104  | 88   | - |

## Culture locale et patrimoine

### Lieux et monuments
- Château de Forens, fin XVIIe siècle.
- Moulin de Forens, fin XVIIe siècle.
- Cascade des Êtrés

## Pour approfondir